# Marathon van Turijn 2012
De marathon van Turijn 2012 vond plaats op zondag 18 november 2012 in Turijn. Het was de 26e editie van deze marathon. Deze wedstrijd diende voor veel atleten als vervanger voor de New York City Marathon, die dat jaar afgelast werd wegens het slechte weer. Van de top vijf vrouwen zou alleen de nummer vier niet in New York aantreden. 
De wedstrijd werd bij de mannen gewonnen door de Keniaan Patrick Terer in een tijd van 2:10.34. Hij kwam hiermee bijna drie minuten te kort voor het parcoursrecord, dat sinds 2007 op 2:07.45 staat. Bij de vrouwen was de Keniaanse Sharon Cherop het snelste in 2:23.57. Zij verbeterde hiermee wel het parcoursrecord. De Nederlandse Hilda Kibet werd tweede in 2:25.46.

## Uitslagen

### Mannen
| rang   | naam               | land | tijd    |
| ------ | ------------------ | ---- | ------- |
| Goud   | Patrick Terer      | KEN  | 2:10.34 |
| Zilver | Daniel Rono        | KEN  | 2:11.40 |
| Brons  | Jackson Kirwa      | KEN  | 2:13.09 |
| 4      | Seboka Niguse Erre | ETH  | 2:14.48 |
| 5      | Ahmed Nasef        | MAR  | 2:15.11 |
| 6      | Nicholas Koech     | KEN  | 2:15.35 |
| 7      | Stefano Scaini     | ITA  | 2:16.26 |
| 8      | Flavio Andrade     | BRA  | 2:17.58 |
| 9      | Andrew Ben Kimtai  | KEN  | 2:18.48 |
| 10     | Hugo van den Broek | NED  | 2:24.44 |

### Vrouwen
| rang   | naam                 | land | tijd    |
| ------ | -------------------- | ---- | ------- |
| Goud   | Sharon Cherop        | KEN  | 2:23.57 |
| Zilver | Hilda Kibet          | NED  | 2:25.46 |
| Brons  | Valeria Straneo      | ITA  | 2:27.04 |
| 4      | Derbe Godana Gebissa | ETH  | 2:27.32 |
| 5      | Emma Quaglia         | ITA  | 2:28.15 |
| 6      | Milka Kipkeror       | KEN  | 2:29.33 |
| 7      | Romina Cavallera     | ITA  | 2:42.37 |
| 8      | Ana Capustin         | ITA  | 2:43.06 |
| 9      | Iness Chenonge       | KEN  | 2:44.52 |
| 10     | Monica Panuello      | ITA  | 2:49.03 |

1974 ·
1975 ·
1976 ·
1977 ·
1978 ·
1979 ·
1980 ·
1981 ·
1982 ·
1983 ·
1984 ·
1985 ·
1986 ·
1987 ·
1988 ·
1989 ·
1990 ·
1991 ·
1992 ·
1993 ·
1994 ·
1995 ·
1996 ·
1997 ·
1998 ·
1999 ·
2000 ·
2001 ·
2002 ·
2003 ·
2004 ·
2005 ·
2006 ·
2007 ·
2008 ·
2009 ·
2010 ·
2011 ·
2012 ·
2013 ·
2014 ·
2015 ·
2016 ·
2017